# 카파르나움

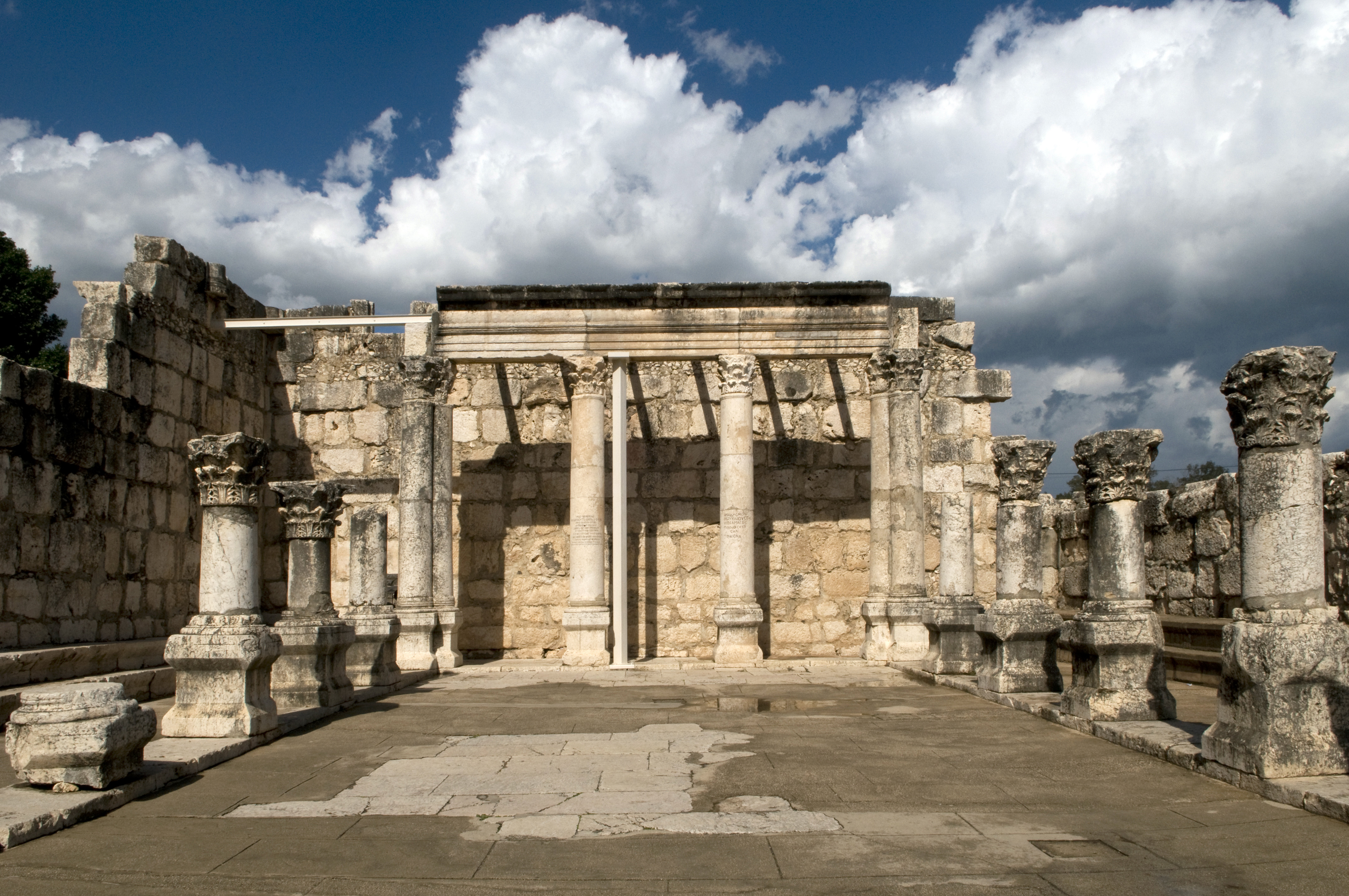
카파르나움에 있는 고대 대 회당 유적

카파르나움(히브리어: כְּפַר נַחוּם, 고대 그리스어: Kαφαρναούμ '위안의 마을') 또는 가버나움은 '위로의 마을'이라는 뜻을 가지고 있으며, 신약성경에서 언급되는 유대 마을이었다. 신약성경에서는 예수의 고장, 예수의 집이 있는 곳이라고 불릴 정도로 예수의 공생애와 밀접한 곳이었다라고 말한다. 이곳에서 예수 그리스도의 제자들인 시몬 베드로, 안드레아, 야코보, 요한은 예수 그리스도의 부름을 받았다. 그리고 세관에서 일하던 알패오의 아들 레위도 이곳에서 예수를 만나 제자가 되었다.

## 성경
신약성경에 의거하면 카파르나움은 어느 곳보다도 예수 그리스도가 많은 기적이 행해진 곳이기도 하다. 열병으로 누워 있던 시몬 베드로의 장모를 치유하고, 죽었던 야이로의 딸을 소생시키며, 망령들린 자의 치유하고, 중풍병자를 치유시켰으며, 고관의 아들을 낫게 한 기적등, 이외에도 수많은 기적을 행하였다. 예수 그리스도는 카파르나움에서 제자들을 불러 가르치며, 회당에서 가르치고 병자들을 치유하며, 악마에게 사로잡힌 이들을 해방시키고, 기도하는 일상을 보냈다고 한다. 하지만 예수 그리스도가 행한 많은 기적을 보고도 카파르나움 사람들은 회개하는데 더디어 예수님에게 크게 꾸짖음을 맞기도 했다. "너 가파르나움아! 네가 하늘에 오를 성 싶으냐? 너에게 베푼 기적들을 소돔에서 보였더라면 그 도시는 오늘날까지 살아남아 있을 것이다".라고 말했다. 이 당시 인구 수는 1,500명이었다.

## 역사
5세기 초엽에 이미 베드로의 집터에 있던 경당이 갈릴래아 지방 그리스도인들의 중심지가 되었다고 한다. 하지만 그 경당은 614년 페르시아군의 침입으로 폐허가 되었다. 이 마을은 기원전 2세기부터 기원후 11세기까지 지속적으로 사람이 거주하였다가 제1차 십자군 이전 어느 시점에서 버려졌다. 그 후 1894년 작은형제회에서 발굴작업을 시작하여 회당와 베드로의 집터를 확인했다. 사도 베드로의 집터에서는 '베드로'라는 코이네 그리스어로 쓰인 푯말과 어선의 그림을 발견했다고 한다.

## 현대
"예수님의 마을 카파르나훔"이라는 팻말이 달린 문으로 들어서면 잘 가꾸어진 정원에 선 커다란 베드로의 동상을 만나게 된다. 그곳을 지나 안으로 들어가면 베드로의 집터위에 배모양으로 지은 성 베드로 기념성당이 있다.

## 같이 보기
- 보드 게임
- 예수 관련 신약 장소